# John Cockburn

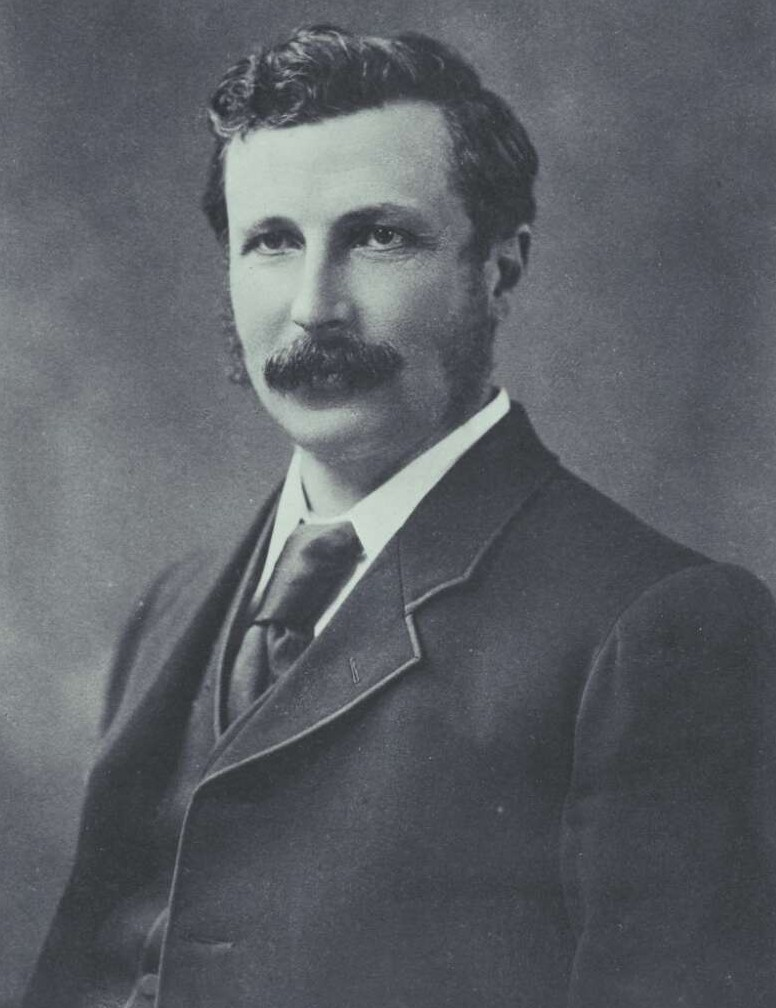
John Cockburn (1898)

Hon. Sir John Alexander Cockburn, KCMG, KGStJ (* 23. August 1850 in Corsbie, Berwickshire, Schottland; † 26. November 1929 in London) war ein australischer Politiker, der unter anderem von 1884 bis 1898 Mitglied des South Australian House of Assembly sowie zwischen 1889 und 1890 Premierminister von South Australia war. Ferner fungierte er zwischen 1898 und 1901 als Generalagent und damit als Vertreter von South Australia im Vereinigten Königreich.

## Leben
John Alexander Cockburn, Sohn des Farmers Thomas Cockburn und dessen Ehefrau Isabella Wright Cockburn, begann nach dem Besuch der 1565 gegründeten Highgate School ein Studium der Medizin am King’s College London, welches er mit einem Doktor der Medizin beendete. Ende der 1870er Jahre wanderte er nach South Australia aus, wohin seine Mutter mit seinen drei Geschwistern bereits 1867 ausgewandert war, nachdem sein Vater bereits 1855 verstorben war. Nach seiner Ankunft ließ er sich als Arzt in Jamestown in South Australia nieder und war unmittelbar darauf zwischen 1878 und 1881 Bürgermeister von Jamestown. Bei der Wahl am 23. April 1884 wurde er als Nachfolger von Ebenezer Ward wurde er im Zwei-Personen-Wahlkreis Burra erstmals zum Mitglied des South Australian House of Assembly gewählt, des Unterhauses des Parlaments von South Australia, und blieb Vertreter des Wahlkreises bis zum 5. April 1887, woraufhin Frederick Holder dieses Mandat übernahm. Zu Beginn seiner Abgeordnetentätigkeit wurde er von seinen Anhängern als fortschrittlich beschrieben, von Kritikern jedoch als radikal verspottet. Am 16. Juni 1885 übernahm er in der ersten Regierung von Premier John Downer das Amt als Bildungsminister (Minister of Education) und bekleidete dieses bis zum 11. Juni 1887. Er beteiligte sich aktiv an der Planung des Australischen Bundes, dessen Gründung zum 1. Januar 1901 erfolgte, und plädierte eloquent für eine demokratische Verfassung.
Bei der Wahl am 6. April 1887 wurde Cockburn als Nachfolger von Lancelot Stirling im Zwei-Personen-Wahlkreis Mount Barker erneut zum Mitglied der Legislativversammlung gewählt und gehörte dieser bis zu seinem Mandatsverzicht am 20. April 1898 an, woraufhin Charles Dumas ihn ablöste. Als Nachfolger von John Downer übernahm er 1889 für kurze Zeit die Funktion als Oppositionsführer in der Legislativversammlung und wurde am 27. Juni 1889 als Nachfolger  von Premier Thomas Playford II selbst Premierminister von South Australia. In seiner Regierung fungierte er zudem zwischen dem 27. Juni 1889 und dem 19. August 1890 als Chief Secretary und damit als Chefsekretär der Regierung. Cockburn war für ein wichtiges Grundsteuergesetz (Land Taxation Act) verantwortlich und unterstützte die Bezahlung von Parlamentsmitgliedern, und obwohl er mit den einzelnen Gruppierung im House of Assembly nicht oft erfolgreich verhandelte, kämpfte er kontinuierlich für das Erwachsenenwahlrecht, die technische und industrielle Bildung und die Reform des South Australian Legislative Council, des Oberhauses des Parlaments dieses Bundesstaates. Am 19. August 1889 wurde seine Regierung durch ein von Thomas Playford eingebrachtes Misstrauensvotum gestürzt wurde, woraufhin Playford als Premier seine zweite Regierung bildete.
In der Regierung von Premier Frederick Holder übernahm Cockburn zwischen dem 21. Juni und dem 15. Oktober 1892 ebenfalls die Funktion als Chief Secretary. Ferner bekleidete er vom 16. Juni 1893 und dem 13. April 1898 in der liberalen Regierung von Premier Charles Kingston die Ämter als Bildungsminister sowie zeitgleich in Personalunion als Landwirtschaftsminister (Minister of Agriculture). Nach seinem Ausscheiden aus Regierung und Legislativversammlung wurde er im April 1898 Nachfolger von Thomas Playford II Generalagent und damit Vertreter von Südaustralien im Vereinigten Königreich. Er bekleidete dieses Amt bis zu seiner Ablösung durch Henry Allerdale Grainger 1901, wobei der Posten zum Staatsagenten herabgestuft wurde, obwohl er weiterhin Südaustraliens „inoffizieller Botschafter“ in London blieb. Für seine Verdienste wurde er am 1. Januar 1900 als Knight Commander des Order of St Michael and St George (KCMG) nobilitiert, wodurch er fortan das Prädikat „Sir“ führte. Er war ferner Knight of Grace des Order of Saint John (KGStJ) und wurde mit dem japanischen Orden des Heiligen Schatzes geehrt. Cockburn unternahm 1904 einen erfolglosen Versuch, in die britische Politik einzusteigen, und war bis zu seinem Tod 26. November 1929 in Finanz- und Versicherungsgeschäften tätig.
Aus seiner 1875 geschlossenen Ehe mit Sarah Holdway Brown gingen ein Sohn und eine Tochter hervor.